# Грин, Робин
Робин Грин (англ. Robin Green) — американский сценарист и продюсер. Она много раз работала на сериалом канала HBO «Клан Сопрано». Она создатель и исполнительный продюсер сериала «Голубая кровь».

## Ранняя жизнь
Робин Грин родилась на Род-Айленде. Она заработала степень бакалавра искусств по литературе США в Брауновском университете и степень магистра изящных искусств от семинара писателей Айовы в Айовском университете.

## Карьера
В 1968 году Грин работала секретарём-регистратором издательства Marvel Comics на главного издателя Стэна Ли. После переезда, чтобы работать репортёром в таком журнале как Rolling Stone, Грин везде подрабатывала в качестве официантки, издателем журналов, землекопом, компьютерным программистом, лифтёром на мясокомбинате.
Вступая в телеиндустрию в качестве сценариста, Грин стала сценаристом и продюсером таких сериалов как «Северная сторона», «Год жизни» и «Почти взрослые».
В 2010 году Грин работала исполнительным консультантом и сценаристом второго сезона полицейской драмы «Саутленд».

## Личная жизнь
Грин замужем за сосценаристом «Клана Сопрано» Митчеллом Бёрджессом.

## Награды
Грин выиграла премию «Эмми» и два «Золотых глобуса» за свою работу над сериалом канала CBS «Северная сторона». Её наградили премиями «Эмми» в 2001 и 2003 гг. за лучший сценарий к драматическому сериалу к эпизодам сериала «Клан Сопрано», так же как и в 2004 году за выдающийся драматический сериал. Вдобавок у неё есть 2 премии «Пибоди» и «Золотой глобус» за это шоу.